# Tuc (kex)

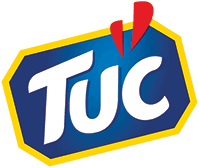

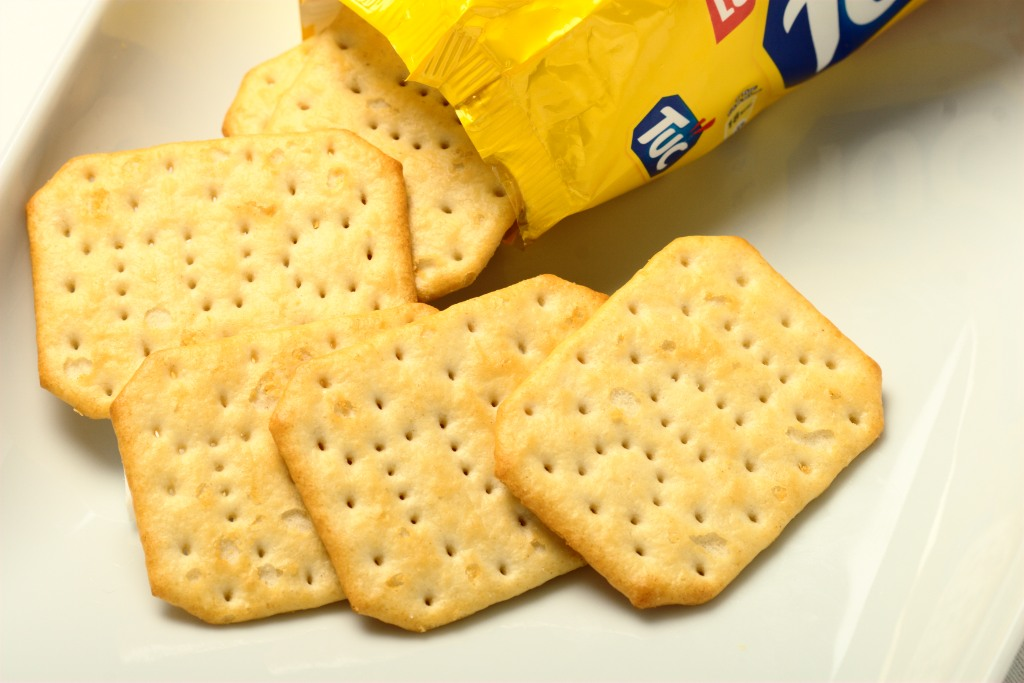
TUC-kex 2012.

TUC är ett varumärke på salta kex som tidigare ägdes av det franska företaget LU, senare Mondelez International. TUC innehåller vetemjöl, vegetabilisk olja, stärkelsesirap, maltextrakt, ägg, bakpulver (ammoniumkarbonat, natriumkarbonat), salt och mjölk. Kexen finns i flera varianter och säljs i Nordamerika och Europa.